# Lucien Pissaro
Lucien Pissarro (n. 20 februarie 1863, Paris, Franța – d. 10 iulie 1944, Londra, Anglia, Regatul Unit) a fost un pictor francez, producător de printuri, gravor în lemn, designer și tipograf de cărți rare. În picturile sale peisagistice a folosit tehnici utilizate în stilurile impresionist și neimpresionist, dar a expus alături de Les XX. În afară de peisaje, a pictat câteva tablouri de natură moartă și portrete de familie. Până în 1890 a lucrat în Franța, dar ulterior s-a mutat în Marea Britanie.

## Biografie
Pissarro s-a născut la 20 februarie 1863 la Paris. A fost cel mai mare dintre șapte copii; fiul pictorului impresionist Camille Pissarro și al soției sa Julie (născută Vellay). A studiat alături de tatăl său și, ca și frații lui Georges și Félix, și-a petrecut anii de formare înconjurați de colegii artiști ai tatălui său, precum Claude Monet și Pierre Auguste Renoir, care frecventau casa Pissarro. El a fost influențat de Georges Seurat și Paul Signac.
În 1886, a expus la ultima expoziție a impresioniștilor. Din 1886 până în 1894 a expus la Salon des Independents.
A vizitat pentru prima dată Marea Britanie în 1870-1871 în timpul războiului franco-prusac. S-a întors în 1883–1884, iar în 1890 s-a stabilit definitiv la Londra. La 10 august 1892 s-a căsătorit cu Esther Levi Bensusan din Richmond. În timp ce închiriau o căsuță la Epping, Essex la 8 octombrie 1893, s-a născut fiica lor și singurul copil, Orovida Camille Pissarro. Orovida a devenit și ea artistă. Lucien i-a cunoscut pe Charles Ricketts și Charles Shannon.